# Chirita aratriformis
Chirita aratriformis är en tvåhjärtbladig växtart som beskrevs av D. Wood. Chirita aratriformis ingår i släktet Chirita och familjen Gesneriaceae. Inga underarter finns listade i Catalogue of Life.